# 川西绒鼠
川西绒鼠（学名：Eothenomys tarquinius）一种分布于中国四川西部地区的啮齿动物，隶属于仓鼠科绒鼠属。模式产地为四川康定附近。本种曾视为中华绒鼠（Eothenomys chinensis）康定亚种，2012年学者通过基因和形态数据的研究结果将本种提升为有效种。